# Inskription

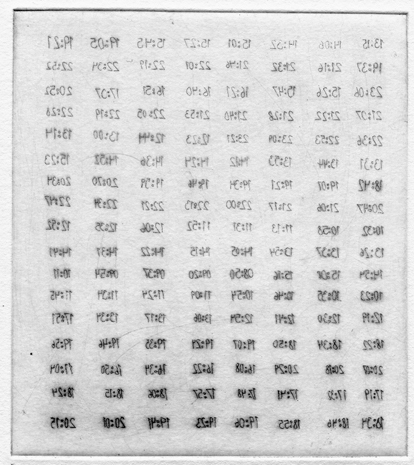
Illustration: Avtryck från inskriptioner i kopparplåt.

Inskription är en nedteckning som består under längre tidsperioder. Det kan vara tecken som är ingraverade i beständiga material som till exempel stenar och metaller. Inskriptioner tenderar att ha som syfte att vara synliga för en offentlighet med en ambition om historieskrivning. Studiet av inskriptioner som till exempel Behistuninskriften eller Rosettastenen kallas för epigrafik.
Inom humanismen och filosofin kan även kroppen ses som ett material för inskription. Enligt uttrycket tabula rasa föds människan som ett oskrivet blad som efter hand fylls av tecken i form av erfarenheter som kommer att utgöra hennes egenskaper. Michel Foucault utvecklar denna ide där kroppen är konstruerad som en plats där regimer, diskurser och makt inskrivs. Judith Butler kritiserar den passiva roll kroppen tillskrivs i liknande teorier, och föreslår en syn på kroppen där den i sig själv är en kulturell och diskursiv praktik, och där ett aktivt strukturerande av det sociala fältet formar och omformar kroppen.